# Ornebius leai
Ornebius leai är en insektsart som beskrevs av Lucien Chopard 1951. Ornebius leai ingår i släktet Ornebius och familjen Mogoplistidae. Inga underarter finns listade i Catalogue of Life.